# Yang Lian (sollevatrice)
Yang Lian (in cinese: 杨炼S; Xiangtan, 16 ottobre 1982) è un'ex sollevatrice cinese campionessa mondiale che ha gareggiato nella categoria dei pesi gallo (fino a 48 kg.).

## Carriera
Yang Lian conquistò la medaglia d'oro ai Campionati mondiali di Santo Domingo 2006 sollevando 98 kg. nella prova di strappo e 119 kg. nella prova di slancio, per un totale di 217 kg.; questi tre risultati costituirono altrettanti record mondiali, con i quali la cinese batté nettamente la concorrenza della thailandese Aree Wiratthaworn e della giapponese Hiromi Miyake, rispettivamente medaglia d'argento e medaglia di bronzo con lo stesso risultato nel totale (188 kg.).